# 拉卡爾湖
40°11′S 71°32′W / 40.183°S 71.533°W

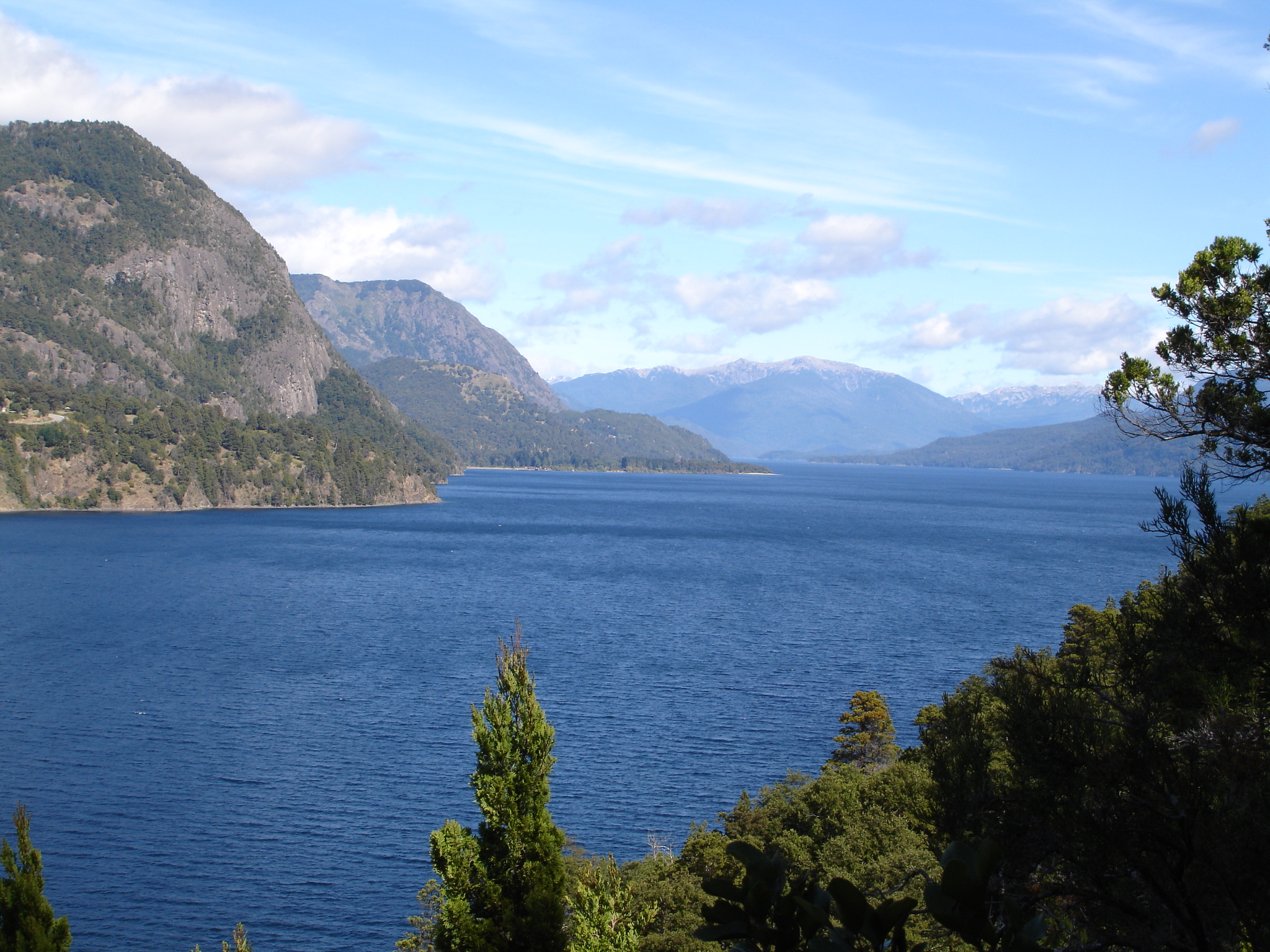
拉卡爾湖

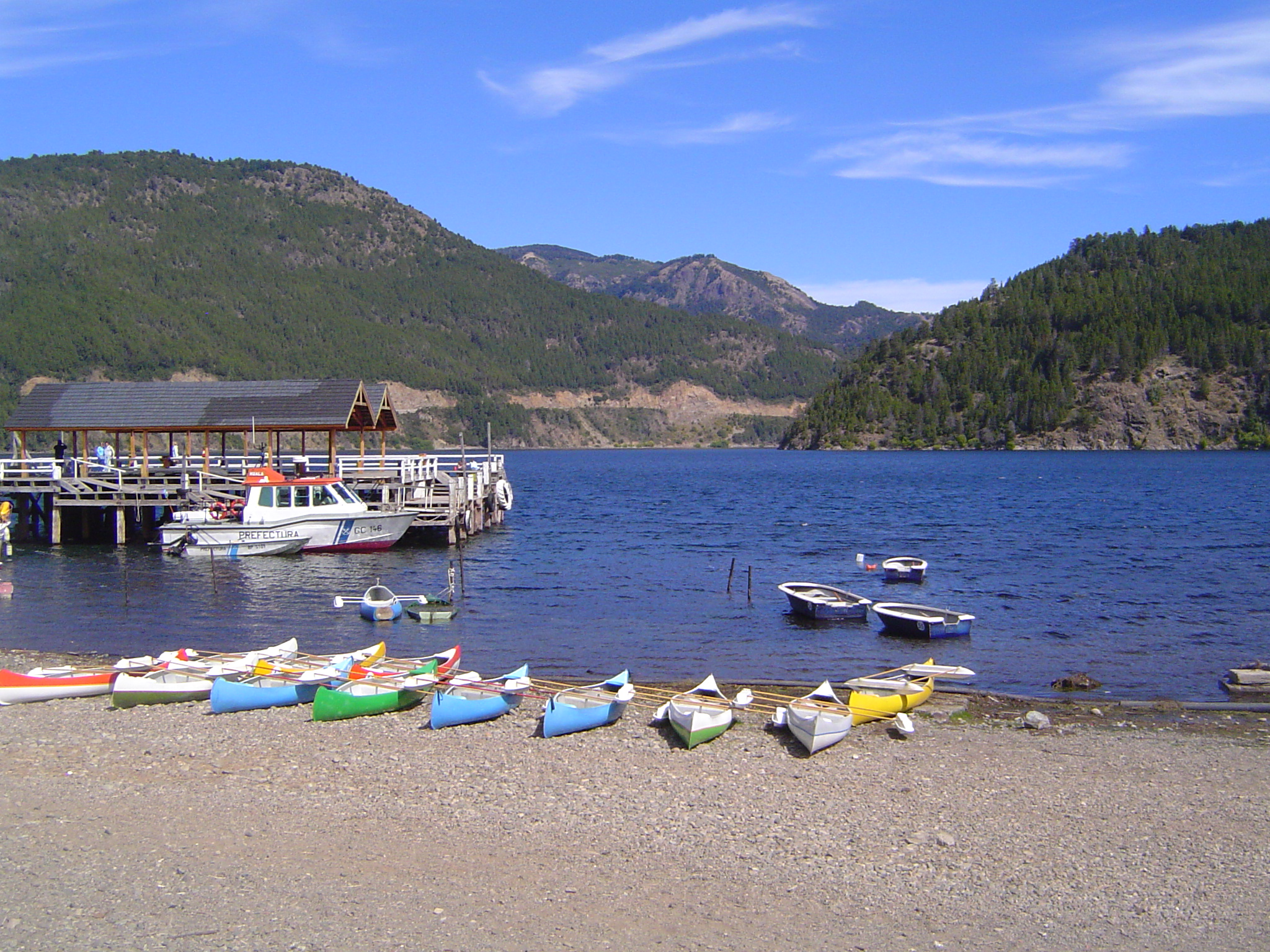
湖邊碼頭

拉卡爾湖（西班牙語：Lago Lácar）是阿根廷的湖泊，位於安第斯山脈，由內烏肯省負責管轄，面積55平方公里，集水區面積1,048平方公里，海拔高度630米，平均水深167米，最大水深277米。

## 外部連結
- World Lakes Database
- Lacar Area (YouTube video HD) （页面存档备份，存于）